# Byggenskap förlag
Byggenskap förlag är ett svenskt bokförlag, verksamt i Stockholm. Förlaget ingår i Informationsförlagsgruppen. Byggenskaps utgivning är inriktad på professionaliseringslitteratur för olika sektorer inom byggbranschen samt för kvalificerad utbildning inom denna.
Förlagets mest kända verk är Arkitektens handbok, vilken ges ut årligen. Arkitektens handbok 2013 är den femte utgåvan.